# ATP Tour 2023
Die ATP Tour 2023 war die höchste Wettbewerbsserie im männlichen Profitennis im Jahr 2023 und wurde von der ATP organisiert. Sie bestand aus den vier Grand-Slam-Turnieren (von der ITF betreut) sowie aus den ATP Tour Masters 1000, der ATP Tour 500 und der ATP Tour 250 in absteigender Bedeutung. Darüber hinaus gehörten die ATP Finals, die Next Generation ATP Finals, der Laver Cup, der Davis Cup sowie der United Cup dazu. Letztere beiden wurden wie die Grand-Slam-Turniere von der ITF organisiert. Die Sieger der Mixedkonkurrenz wurden bei den Grand-Slam-Turnieren ebenfalls mitaufgeführt. Insgesamt bestand die Tour aus 68 Turnieren, die von 5 Millionen Zuschauern besucht wurden, was einen Rekord darstellte.

## Turnierserien
| Anzahl der Turniere nach Turnierserie |
| ------------------------------------- |
| 4 Grand-Slam-Turniere                 |
| ATP Finals Next Generation ATP Finals |
| 9 ATP Tour Masters 1000               |
| 13 ATP Tour 500                       |
| 38 ATP Tour 250                       |
| Davis Cup                             |
| 2 Teamwettbewerbe                     |

## Turnierplan

### Januar
| Datum 1 | Turnier                                                                                                   | Sieger                            | Finalgegner                            | Ergebnis                        |
| ------- | --- | --------------------------------- | -------------------------------------- | ------------------------------- |
| 02.01.  | United Cup Brisbane, Perth, Sydney, Australien Hartplatz 18 Teams – $ 15.000.000                          | USA                               | Italien                                | 4:0                             |
| 02.01.  | Adelaide International I Adelaide, Australien ATP Tour 250 – Hartplatz 32E / 24D – $ 642.735 / $ 713.495  | Novak Đoković                     | Sebastian Korda                        | 6:78, 7:63, 6:4                 |
| 02.01.  | Adelaide International I Adelaide, Australien ATP Tour 250 – Hartplatz 32E / 24D – $ 642.735 / $ 713.495  | Lloyd Glasspool Harri Heliövaara  | Jamie Murray Michael Venus             | 6:3, 7:63                       |
| 02.01.  | Tata Open Maharashtra Pune, Indien ATP Tour 250 – Hartplatz 28E / 16D – $ 642.735 / $ 713.495             | Tallon Griekspoor                 | Benjamin Bonzi                         | 4:6, 7:5, 6:3                   |
| 02.01.  | Tata Open Maharashtra Pune, Indien ATP Tour 250 – Hartplatz 28E / 16D – $ 642.735 / $ 713.495             | Sander Gillé Joran Vliegen        | N. Sriram Balaji Jeevan Nedunchezhiyan | 6:4, 6:4                        |
| 09.01.  | Adelaide International II Adelaide, Australien ATP Tour 250 – Hartplatz 28E / 24D – $ 642.735 / $ 713.495 | Kwon Soon-woo                     | Roberto Bautista Agut                  | 6:4, 3:6, 7:64                  |
| 09.01.  | Adelaide International II Adelaide, Australien ATP Tour 250 – Hartplatz 28E / 24D – $ 642.735 / $ 713.495 | Marcelo Arévalo Jean-Julien Rojer | Ivan Dodig Austin Krajicek             | kampflos                        |
| 09.01.  | ASB Classic Auckland, Neuseeland ATP Tour 250 – Hartplatz 28E / 16D – $ 642.735 / $ 713.495               | Richard Gasquet                   | Cameron Norrie                         | 4:6, 6:4, 6:4                   |
| 09.01.  | ASB Classic Auckland, Neuseeland ATP Tour 250 – Hartplatz 28E / 16D – $ 642.735 / $ 713.495               | Nikola Mektić Mate Pavić          | Nathaniel Lammons Jackson Withrow      | 6:4, 6:75, [10:6]               |
| 16.01.  | Australian Open Melbourne, Australien Grand Slam – Hartplatz 128E / 64D / 32MX – A$ 76.500.000            | Novak Đoković                     | Stefanos Tsitsipas                     | 6:3, 7:64, 7:65                 |
| 16.01.  | Australian Open Melbourne, Australien Grand Slam – Hartplatz 128E / 64D / 32MX – A$ 76.500.000            | Rinky Hijikata Jason Kubler       | Hugo Nys Jan Zieliński                 | 6:4, 7:64                       |
| 16.01.  | Australian Open Melbourne, Australien Grand Slam – Hartplatz 128E / 64D / 32MX – A$ 76.500.000            | Luisa Stefani Rafael Matos        | Sania Mirza Rohan Bopanna              | 7:62, 6:2                       |
| 30.01.  | Davis Cup – Qualifikationsrunde                                                                           | Davis Cup – Qualifikationsrunde   | Davis Cup – Qualifikationsrunde        | Davis Cup – Qualifikationsrunde |

### Februar
| Datum 1 | Turnier | Sieger                                   | Finalgegner                                | Ergebnis           |
| ------- | --- | ---------------------------------------- | ------------------------------------------ | ------------------ |
| 06.02.  | Córdoba Open Córdoba, Argentinien ATP Tour 250 – Sand 28E / 16D – $ 642.735 / $ 713.495                                                 | Sebastián Báez                           | Federico Coria                             | 6:1, 3:6, 6:3      |
| 06.02.  | Córdoba Open Córdoba, Argentinien ATP Tour 250 – Sand 28E / 16D – $ 642.735 / $ 713.495                                                 | Máximo González Andrés Molteni           | Sadio Doumbia Fabien Reboul                | 6:4, 6:4           |
| 06.02.  | Dallas Open Dallas, Vereinigte Staaten ATP Tour 250 – Hartplatz (Halle) 28E / 16D – $ 737.580 / $ 822.585                               | Wu Yibing                                | John Isner                                 | 6:74, 7:63, 7:612  |
| 06.02.  | Dallas Open Dallas, Vereinigte Staaten ATP Tour 250 – Hartplatz (Halle) 28E / 16D – $ 737.580 / $ 822.585                               | Jamie Murray Michael Venus               | Nathaniel Lammons Jackson Withrow          | 1:6, 7:64, [10:7]  |
| 06.02.  | Open Sud de France Montpellier, Frankreich ATP Tour 250 – Hartplatz (Halle) 28E / 16D – € 562.815 / € 630.705                           | Jannik Sinner                            | Maxime Cressy                              | 7:63, 6:3          |
| 06.02.  | Open Sud de France Montpellier, Frankreich ATP Tour 250 – Hartplatz (Halle) 28E / 16D – € 562.815 / € 630.705                           | Robin Haase Matwé Middelkoop             | Maxime Cressy Albano Olivetti              | 7:64, 4:6, [10:6]  |
| 13.02.  | ABN AMRO Open Rotterdam, Niederlande ATP Tour 500 – Hartplatz (Halle) 32E / 16D – € 2.074.505 / € 2.224.460                             | Daniil Medwedew                          | Jannik Sinner                              | 5:7, 6:2, 6:2      |
| 13.02.  | ABN AMRO Open Rotterdam, Niederlande ATP Tour 500 – Hartplatz (Halle) 32E / 16D – € 2.074.505 / € 2.224.460                             | Ivan Dodig Austin Krajicek               | Rohan Bopanna Matthew Ebden                | 7:65, 2:6, [12:10] |
| 13.02.  | Argentina Open Buenos Aires, Argentinien ATP Tour 250 – Sand 28E / 16D – $ 626.945 / $ 711.950                                          | Carlos Alcaraz                           | Cameron Norrie                             | 6:3, 7:5           |
| 13.02.  | Argentina Open Buenos Aires, Argentinien ATP Tour 250 – Sand 28E / 16D – $ 626.945 / $ 711.950                                          | Simone Bolelli Fabio Fognini             | Nicolás Barrientos Ariel Behar             | 6:2, 6:4           |
| 13.02.  | Delray Beach Open Delray Beach, Vereinigte Staaten ATP Tour 250 – Hartplatz 28E / 16D – $ 642.735 / $ 718.245                           | Taylor Fritz                             | Miomir Kecmanović                          | 6:0, 5:7, 6:2      |
| 13.02.  | Delray Beach Open Delray Beach, Vereinigte Staaten ATP Tour 250 – Hartplatz 28E / 16D – $ 642.735 / $ 718.245                           | Marcelo Arévalo Jean-Julien Rojer        | Rinky Hijikata Reese Stalder               | 6:3, 6:4           |
| 20.02.  | Rio Open Rio de Janeiro, Brasilien ATP Tour 500 – Sand 32E / 16D – $ 2.013.940 / $ 2.178.980                                            | Cameron Norrie                           | Carlos Alcaraz                             | 5:7, 6:4, 7:5      |
| 20.02.  | Rio Open Rio de Janeiro, Brasilien ATP Tour 500 – Sand 32E / 16D – $ 2.013.940 / $ 2.178.980                                            | Máximo González Andrés Molteni           | Juan Sebastián Cabal Marcelo Melo          | 6:1, 7:63          |
| 20.02.  | Qatar ExxonMobil Open Doha, Katar ATP Tour 250 – Hartplatz 28E / 16D – $ 1.377.025 / $ 1.485.775                                        | Daniil Medwedew                          | Andy Murray                                | 6:4, 6:4           |
| 20.02.  | Qatar ExxonMobil Open Doha, Katar ATP Tour 250 – Hartplatz 28E / 16D – $ 1.377.025 / $ 1.485.775                                        | Rohan Bopanna Matthew Ebden              | Constant Lestienne Botic van de Zandschulp | 6:75, 6:4, [10:6]  |
| 20.02.  | Open 13 Provence Marseille, Frankreich ATP Tour 250 – Hartplatz (Halle) 28E / 16D – € 707.510 / € 784.830                               | Hubert Hurkacz                           | Benjamin Bonzi                             | 6:3, 7:64          |
| 20.02.  | Open 13 Provence Marseille, Frankreich ATP Tour 250 – Hartplatz (Halle) 28E / 16D – € 707.510 / € 784.830                               | Santiago González Édouard Roger-Vasselin | Nicolas Mahut Fabrice Martin               | 4:6, 7:64, [10:7]  |
| 27.02.  | Abierto Mexicano Telcel Acapulco, Mexiko ATP Tour 500 – Hartplatz 32E / 16D – $ 2.013.940 / $ 2.178.980                                 | Alex de Minaur                           | Tommy Paul                                 | 3:6, 6:4, 6:1      |
| 27.02.  | Abierto Mexicano Telcel Acapulco, Mexiko ATP Tour 500 – Hartplatz 32E / 16D – $ 2.013.940 / $ 2.178.980                                 | Alexander Erler Lucas Miedler            | Nathaniel Lammons Jackson Withrow          | 7:69, 7:63         |
| 27.02.  | Dubai Duty Free Tennis Championships Dubai, Vereinigte Arabische Emirate ATP Tour 500 – Hartplatz 32E / 16D – $ 2.855.495 / $ 3.020.535 | Daniil Medwedew                          | Andrei Rubljow                             | 6:2, 6:2           |
| 27.02.  | Dubai Duty Free Tennis Championships Dubai, Vereinigte Arabische Emirate ATP Tour 500 – Hartplatz 32E / 16D – $ 2.855.495 / $ 3.020.535 | Maxime Cressy Fabrice Martin             | Lloyd Glasspool Harri Heliövaara           | 7:62, 6:4          |
| 27.02.  | Movistar Chile Open Santiago de Chile, Chile ATP Tour 250 – Sand 28E / 16D – $ 642.735 / $ 718.245                                      | Nicolás Jarry                            | Tomás Martín Etcheverry                    | 6:75, 7:65, 6:2    |
| 27.02.  | Movistar Chile Open Santiago de Chile, Chile ATP Tour 250 – Sand 28E / 16D – $ 642.735 / $ 718.245                                      | Andrea Pellegrino Andrea Vavassori       | Thiago Seyboth Wild Matías Soto            | 6:4, 3:6, [12:10]  |

### März
| Datum 1 | Turnier | Sieger                                   | Finalgegner                   | Ergebnis         |
| ------- | --- | ---------------------------------------- | ----------------------------- | ---------------- |
| 06.03.  | BNP Paribas Open Indian Wells, Vereinigte Staaten ATP Tour Masters 1000 – Hartplatz 96E / 32D – $ 8.800.000 / $ 10.143.750 | Carlos Alcaraz                           | Daniil Medwedew               | 6:3, 6:2         |
| 06.03.  | BNP Paribas Open Indian Wells, Vereinigte Staaten ATP Tour Masters 1000 – Hartplatz 96E / 32D – $ 8.800.000 / $ 10.143.750 | Rohan Bopanna Matthew Ebden              | Wesley Koolhof Neal Skupski   | 6:3, 2:6, [10:8] |
| 20.03.  | Miami Open Miami, Vereinigte Staaten ATP Tour Masters 1000 – Hartplatz 96E / 32D – $ 8.800.000 / $ 10.143.750              | Daniil Medwedew                          | Jannik Sinner                 | 7:5, 6:3         |
| 20.03.  | Miami Open Miami, Vereinigte Staaten ATP Tour Masters 1000 – Hartplatz 96E / 32D – $ 8.800.000 / $ 10.143.750              | Santiago González Édouard Roger-Vasselin | Austin Krajicek Nicolas Mahut | 7:64, 7:5        |

### April
| Datum 1 | Turnier | Sieger                             | Finalgegner                           | Ergebnis          |
| ------- | --- | ---------------------------------- | ------------------------------------- | ----------------- |
| 03.04.  | Millennium Estoril Open Estoril, Portugal ATP Tour 250 – Sand 28E / 16D – € 562.815 / € 630.705                                        | Casper Ruud                        | Miomir Kecmanović                     | 6:2, 7:63         |
| 03.04.  | Millennium Estoril Open Estoril, Portugal ATP Tour 250 – Sand 28E / 16D – € 562.815 / € 630.705                                        | Sander Gillé Joran Vliegen         | Nikola Čačić Miomir Kecmanović        | 6:3, 6:4          |
| 03.04.  | Fayez Sarofim & Co. US Men’s Clay Court Championship Houston, Vereinigte Staaten ATP Tour 250 – Sand 28E / 16D – $ 642.735 / $ 713.495 | Frances Tiafoe                     | Tomás Martín Etcheverry               | 7:61, 7:66        |
| 03.04.  | Fayez Sarofim & Co. US Men’s Clay Court Championship Houston, Vereinigte Staaten ATP Tour 250 – Sand 28E / 16D – $ 642.735 / $ 713.495 | Max Purcell Jordan Thompson        | Julian Cash Henry Patten              | 4:6, 6:4, [10:5]  |
| 03.04.  | Grand Prix Hassan II Marrakesch, Marokko ATP Tour 250 – Sand 28E / 16D – € 562.815 / € 630.705                                         | Roberto Carballés Baena            | Alexandre Müller                      | 4:6, 7:63, 6:2    |
| 03.04.  | Grand Prix Hassan II Marrakesch, Marokko ATP Tour 250 – Sand 28E / 16D – € 562.815 / € 630.705                                         | Marcelo Demoliner Andrea Vavassori | Alexander Erler Lucas Miedler         | 6:4, 3:6, [12:10] |
| 10.04.  | Rolex Monte-Carlo Masters Monte-Carlo, Monaco ATP Tour Masters 1000 – Sand 56E / 28D – € 5.779.335 / € 6.228.295                       | Andrei Rubljow                     | Holger Rune                           | 5:7, 6:2, 7:5     |
| 10.04.  | Rolex Monte-Carlo Masters Monte-Carlo, Monaco ATP Tour Masters 1000 – Sand 56E / 28D – € 5.779.335 / € 6.228.295                       | Ivan Dodig Austin Krajicek         | Romain Arneodo Sam Weissborn          | 6:0, 4:6, [14:12] |
| 17.04.  | Barcelona Open Banc Sabadell Barcelona, Spanien ATP Tour 500 – Sand 48E / 16D – € 2.727.480 / € 2.872.435                              | Carlos Alcaraz                     | Stefanos Tsitsipas                    | 6:3, 6:4          |
| 17.04.  | Barcelona Open Banc Sabadell Barcelona, Spanien ATP Tour 500 – Sand 48E / 16D – € 2.727.480 / € 2.872.435                              | Máximo González Andrés Molteni     | Wesley Koolhof Neal Skupski           | 6:3, 6:78, [10:4] |
| 17.04.  | Srpska Open Banja Luka, Bosnien und Herzegowina ATP Tour 250 – Sand 28E / 16D – € 562.815 / € 630.705                                  | Dušan Lajović                      | Andrei Rubljow                        | 6:3, 4:6, 6:4     |
| 17.04.  | Srpska Open Banja Luka, Bosnien und Herzegowina ATP Tour 250 – Sand 28E / 16D – € 562.815 / € 630.705                                  | Jamie Murray Michael Venus         | Francisco Cabral Alexander Nedowessow | 7:5, 6:2          |
| 17.04.  | BMW Open München, Deutschland ATP Tour 250 – Sand 28E / 16D – € 562.815 / € 630.705                                                    | Holger Rune                        | Botic van de Zandschulp               | 6:4, 1:6, 7:63    |
| 17.04.  | BMW Open München, Deutschland ATP Tour 250 – Sand 28E / 16D – € 562.815 / € 630.705                                                    | Alexander Erler Lucas Miedler      | Kevin Krawietz Tim Pütz               | 6:3, 6:4          |
| 24.04.  | Mutua Madrid Open Madrid, Spanien ATP Tour Masters 1000 – Sand 96E / 32D – € 7.705.780 / € 8.796.536                                   | Carlos Alcaraz                     | Jan-Lennard Struff                    | 6:4, 3:6, 6:3     |
| 24.04.  | Mutua Madrid Open Madrid, Spanien ATP Tour Masters 1000 – Sand 96E / 32D – € 7.705.780 / € 8.796.536                                   | Karen Chatschanow Andrei Rubljow   | Rohan Bopanna Matthew Ebden           | 6:3, 3:6, [10:3]  |

### Mai
| Datum 1 | Turnier | Sieger                     | Finalgegner                         | Ergebnis         |
| ------- | --- | -------------------------- | ----------------------------------- | ---------------- |
| 08.05.  | Internazionali BNL d’Italia Rom, Italien ATP Tour Masters 1000 – Sand 96E / 32D – € 7.705.780 / € 8.637.966 | Daniil Medwedew            | Holger Rune                         | 7:5, 7:5         |
| 08.05.  | Internazionali BNL d’Italia Rom, Italien ATP Tour Masters 1000 – Sand 96E / 32D – € 7.705.780 / € 8.637.966 | Hugo Nys Jan Zieliński     | Robin Haase Botic van de Zandschulp | 7:5, 6:1         |
| 22.05.  | Gonet Geneva Open Genf, Schweiz ATP Tour 250 – Sand 28E / 16D – € 562.815 / € 630.705                       | Nicolás Jarry              | Grigor Dimitrow                     | 7:61, 6:1        |
| 22.05.  | Gonet Geneva Open Genf, Schweiz ATP Tour 250 – Sand 28E / 16D – € 562.815 / € 630.705                       | Jamie Murray Michael Venus | Marcel Granollers Horacio Zeballos  | 7:66, 7:63       |
| 22.05.  | Open Parc Auvergne-Rhône-Alpes Lyon Lyon, Frankreich ATP Tour 250 – Sand 28E / 16D – € 562.815 / € 630.705  | Arthur Fils                | Francisco Cerúndolo                 | 6:3, 7:5         |
| 22.05.  | Open Parc Auvergne-Rhône-Alpes Lyon Lyon, Frankreich ATP Tour 250 – Sand 28E / 16D – € 562.815 / € 630.705  | Rajeev Ram Joe Salisbury   | Nicolas Mahut Matwé Middelkoop      | 6:0, 6:3         |
| 29.05.  | Roland Garros Paris, Frankreich Grand Slam – Sand 128E / 64D / 32MX – € 49.600.000                          | Novak Đoković              | Casper Ruud                         | 7:61, 6:3, 7:5   |
| 29.05.  | Roland Garros Paris, Frankreich Grand Slam – Sand 128E / 64D / 32MX – € 49.600.000                          | Ivan Dodig Austin Krajicek | Sander Gillé Joran Vliegen          | 6:3, 6:1         |
| 29.05.  | Roland Garros Paris, Frankreich Grand Slam – Sand 128E / 64D / 32MX – € 49.600.000                          | Miyu Katō Tim Pütz         | Bianca Andreescu Michael Venus      | 4:6, 6:4, [10:6] |

### Juni
| Datum 1 | Turnier | Sieger                      | Finalgegner                          | Ergebnis          |
| ------- | --- | --------------------------- | ------------------------------------ | ----------------- |
| 12.06.  | Libéma Open ’s-Hertogenbosch, Niederlande ATP Tour 250 – Rasen 28E / 16D – € 673.630 / € 750.950                 | Tallon Griekspoor           | Jordan Thompson                      | 6:74, 7:63, 6:3   |
| 12.06.  | Libéma Open ’s-Hertogenbosch, Niederlande ATP Tour 250 – Rasen 28E / 16D – € 673.630 / € 750.950                 | Wesley Koolhof Neal Skupski | Gonzalo Escobar Alexander Nedowessow | 7:61, 6:2         |
| 12.06.  | Boss Open Stuttgart, Deutschland ATP Tour 250 – Rasen 28E / 16D – € 718.710 / € 795.730                          | Frances Tiafoe              | Jan-Lennard Struff                   | 4:6, 7:61, 7:68   |
| 12.06.  | Boss Open Stuttgart, Deutschland ATP Tour 250 – Rasen 28E / 16D – € 718.710 / € 795.730                          | Nikola Mektić Mate Pavić    | Kevin Krawietz Tim Pütz              | 7:62, 6:3         |
| 19.06.  | Terra Wortmann Open Halle, Deutschland ATP Tour 500 – Rasen 32E / 16D – € 2.195.175 / € 2.345.130                | Alexander Bublik            | Andrei Rubljow                       | 6:3, 3:6, 6:3     |
| 19.06.  | Terra Wortmann Open Halle, Deutschland ATP Tour 500 – Rasen 32E / 16D – € 2.195.175 / € 2.345.130                | Marcelo Melo John Peers     | Simone Bolelli Andrea Vavassori      | 7:63, 3:6, [10:6] |
| 19.06.  | cinch Championships London, Vereinigtes Königreich ATP Tour 500 – Rasen 32E / 16D – € 2.195.175 / € 2.345.130    | Carlos Alcaraz              | Alex de Minaur                       | 6:4, 6:4          |
| 19.06.  | cinch Championships London, Vereinigtes Königreich ATP Tour 500 – Rasen 32E / 16D – € 2.195.175 / € 2.345.130    | Ivan Dodig Austin Krajicek  | Taylor Fritz Jiří Lehečka            | 6:4, 6:75, [10:3] |
| 25.06.  | Mallorca Championships Santa Ponça, Spanien ATP Tour 250 – Rasen 28E / 16D – € 915.630 / € 984.805               | Christopher Eubanks         | Adrian Mannarino                     | 6:1, 6:4          |
| 25.06.  | Mallorca Championships Santa Ponça, Spanien ATP Tour 250 – Rasen 28E / 16D – € 915.630 / € 984.805               | Yuki Bhambri Lloyd Harris   | Robin Haase Philipp Oswald           | 6:3, 6:4          |
| 25.06.  | Rothesay International Eastbourne, Vereinigtes Königreich ATP Tour 250 – Rasen 28E / 16D – € 723.655 / € 791.545 | Francisco Cerúndolo         | Tommy Paul                           | 6:4, 1:6, 6:4     |
| 25.06.  | Rothesay International Eastbourne, Vereinigtes Königreich ATP Tour 250 – Rasen 28E / 16D – € 723.655 / € 791.545 | Nikola Mektić Mate Pavić    | Ivan Dodig Austin Krajicek           | 6:4, 6:2          |

### Juli
| Datum 1 | Turnier | Sieger                                   | Finalgegner                          | Ergebnis                 |
| ------- | --- | ---------------------------------------- | ------------------------------------ | ------------------------ |
| 03.07.  | Wimbledon London, Vereinigtes Königreich Grand Slam – Rasen 128E / 64D / 48MX – £ 20.747.000                              | Carlos Alcaraz                           | Novak Đoković                        | 1:6, 7:66, 6:1, 3:6, 6:4 |
| 03.07.  | Wimbledon London, Vereinigtes Königreich Grand Slam – Rasen 128E / 64D / 48MX – £ 20.747.000                              | Wesley Koolhof Neal Skupski              | Marcel Granollers Horacio Zeballos   | 6:4, 6:4                 |
| 03.07.  | Wimbledon London, Vereinigtes Königreich Grand Slam – Rasen 128E / 64D / 48MX – £ 20.747.000                              | Ljudmyla Kitschenok Mate Pavić           | Xu Yifan Joran Vliegen               | 6:4, 6:79, 6:3           |
| 17.07.  | Nordea Open Båstad, Schweden ATP Tour 250 – Sand 28E / 16D – € 562.815 / € 630.705                                        | Andrei Rubljow                           | Casper Ruud                          | 7:63, 6:0                |
| 17.07.  | Nordea Open Båstad, Schweden ATP Tour 250 – Sand 28E / 16D – € 562.815 / € 630.705                                        | Gonzalo Escobar Alexander Nedowessow     | Francisco Cabral Rafael Matos        | 6:2, 6:2                 |
| 17.07.  | EFG Swiss Open Gstaad Gstaad, Schweiz ATP Tour 250 – Sand 28E / 16D – € 562.815 / € 630.705                               | Pedro Cachín                             | Albert Ramos Viñolas                 | 3:6, 6:0, 7:5            |
| 17.07.  | EFG Swiss Open Gstaad Gstaad, Schweiz ATP Tour 250 – Sand 28E / 16D – € 562.815 / € 630.705                               | Dominic Stricker Stan Wawrinka           | Marcelo Demoliner Matwé Middelkoop   | 7:68, 6:2                |
| 17.07.  | Infosys Hall of Fame Open Newport, Vereinigte Staaten ATP Tour 250 – Rasen 28E / 16D – $ 642.735 / $ 713.495              | Adrian Mannarino                         | Alex Michelsen                       | 6:2, 6:4                 |
| 17.07.  | Infosys Hall of Fame Open Newport, Vereinigte Staaten ATP Tour 250 – Rasen 28E / 16D – $ 642.735 / $ 713.495              | Nathaniel Lammons Jackson Withrow        | William Blumberg Max Purcell         | 6:3, 5:7, [10:5]         |
| 24.07.  | Hamburg European Open Hamburg, Deutschland ATP Tour 500 – Sand 32E / 16D – € 1.831.515 / € 1.981.470                      | Alexander Zverev                         | Laslo Đere                           | 7:5, 6:3                 |
| 24.07.  | Hamburg European Open Hamburg, Deutschland ATP Tour 500 – Sand 32E / 16D – € 1.831.515 / € 1.981.470                      | Kevin Krawietz Tim Pütz                  | Sander Gillé Joran Vliegen           | 7:64, 6:3                |
| 24.07.  | Atlanta Open Atlanta, Vereinigte Staaten ATP Tour 250 – Hartplatz 28E / 16D – $ 737.170 / $ 822.175                       | Taylor Fritz                             | Aleksandar Vukic                     | 7:5, 6:75, 6:4           |
| 24.07.  | Atlanta Open Atlanta, Vereinigte Staaten ATP Tour 250 – Hartplatz 28E / 16D – $ 737.170 / $ 822.175                       | Nathaniel Lammons Jackson Withrow        | Max Purcell Jordan Thompson          | 7:63, 7:64               |
| 24.07.  | Plava Laguna Croatia Open Umag Umag, Kroatien ATP Tour 250 – Sand 28E / 16D – € 562.815 / € 630.705                       | Alexei Popyrin                           | Stan Wawrinka                        | 6:75, 6:3, 6:4           |
| 24.07.  | Plava Laguna Croatia Open Umag Umag, Kroatien ATP Tour 250 – Sand 28E / 16D – € 562.815 / € 630.705                       | Blaž Rola Nino Serdarušić                | Simone Bolelli Andrea Vavassori      | 4:6, 7:62, [15:13]       |
| 31.07.  | Mubadala Citi DC Open Washington, D.C., Vereinigte Staaten ATP Tour 500 – Hartplatz 48E / 16D – $ 2.013.940 / $ 2.178.980 | Daniel Evans                             | Tallon Griekspoor                    | 7:5, 6:3                 |
| 31.07.  | Mubadala Citi DC Open Washington, D.C., Vereinigte Staaten ATP Tour 500 – Hartplatz 48E / 16D – $ 2.013.940 / $ 2.178.980 | Máximo González Andrés Molteni           | Mackenzie McDonald Ben Shelton       | 6:74, 6:2, [10:6]        |
| 31.07.  | Mifel Tennis Open Cabo San Lucas, Mexiko ATP Tour 250 – Hartplatz 28E / 16D – $ 852.480 / $ 946.975                       | Stefanos Tsitsipas                       | Alex de Minaur                       | 6:3, 6:4                 |
| 31.07.  | Mifel Tennis Open Cabo San Lucas, Mexiko ATP Tour 250 – Hartplatz 28E / 16D – $ 852.480 / $ 946.975                       | Santiago González Édouard Roger-Vasselin | Andrew Harris Dominik Koepfer        | 6:4, 7:5                 |
| 31.07.  | Generali Open Kitzbühel, Österreich ATP Tour 250 – Sand 28E / 16D – € 562.815 / € 630.705                                 | Sebastián Báez                           | Dominic Thiem                        | 6:3, 6:1                 |
| 31.07.  | Generali Open Kitzbühel, Österreich ATP Tour 250 – Sand 28E / 16D – € 562.815 / € 630.705                                 | Alexander Erler Lucas Miedler            | Gonzalo Escobar Alexander Nedowessow | 6:4, 6:4                 |

### August
| Datum 1 | Turnier | Sieger                            | Finalgegner                    | Ergebnis         |
| ------- | --- | --------------------------------- | ------------------------------ | ---------------- |
| 07.08.  | National Bank Open Toronto, Kanada ATP Tour Masters 1000 – Hartplatz 56E / 28D – $ 6.600.000 / $ 7.622.925                     | Jannik Sinner                     | Alex de Minaur                 | 6:4, 6:1         |
| 07.08.  | National Bank Open Toronto, Kanada ATP Tour Masters 1000 – Hartplatz 56E / 28D – $ 6.600.000 / $ 7.622.925                     | Marcelo Arévalo Jean-Julien Rojer | Rajeev Ram Joe Salisbury       | 6:3, 6:1         |
| 14.08.  | Western & Southern Open Cincinnati, Vereinigte Staaten ATP Tour Masters 1000 – Hartplatz 56E / 28D – $ 6.600.000 / $ 7.665.215 | Novak Đoković                     | Carlos Alcaraz                 | 5:7, 7:67, 7:64  |
| 14.08.  | Western & Southern Open Cincinnati, Vereinigte Staaten ATP Tour Masters 1000 – Hartplatz 56E / 28D – $ 6.600.000 / $ 7.665.215 | Máximo González Andrés Molteni    | Jamie Murray Michael Venus     | 3:6, 6:1, [11:9] |
| 21.08.  | Winston-Salem Open Winston-Salem, Vereinigte Staaten ATP Tour 250 – Hartplatz 48E / 16D – $ 760.930 / $ 850.680                | Sebastián Báez                    | Jiří Lehečka                   | 6:4, 6:3         |
| 21.08.  | Winston-Salem Open Winston-Salem, Vereinigte Staaten ATP Tour 250 – Hartplatz 48E / 16D – $ 760.930 / $ 850.680                | Nathaniel Lammons Jackson Withrow | Lloyd Glasspool Neal Skupski   | 6:3, 6:4         |
| 28.08.  | US Open New York, Vereinigte Staaten Grand Slam – Hartplatz 128E / 64D / 32MX – $ 65.000.000                                   | Novak Đoković                     | Daniil Medwedew                | 6:3, 7:65, 6:3   |
| 28.08.  | US Open New York, Vereinigte Staaten Grand Slam – Hartplatz 128E / 64D / 32MX – $ 65.000.000                                   | Rajeev Ram Joe Salisbury          | Rohan Bopanna Matthew Ebden    | 2:6, 6:3, 6:4    |
| 28.08.  | US Open New York, Vereinigte Staaten Grand Slam – Hartplatz 128E / 64D / 32MX – $ 65.000.000                                   | Anna Danilina Harri Heliövaara    | Jessica Pegula Austin Krajicek | 6:3, 6:4         |

### September
| Datum 1 | Turnier | Sieger                            | Finalgegner                       | Ergebnis                 |
| ------- | --- | --------------------------------- | --------------------------------- | ------------------------ |
| 11.09.  | Davis Cup – Gruppenphase                                                                                      | Davis Cup – Gruppenphase          | Davis Cup – Gruppenphase          | Davis Cup – Gruppenphase |
| 18.09.  | Chengdu Open Chengdu, Volksrepublik China ATP Tour 250 – Hartplatz 28E / 16D – $ 1.152.085 / $ 1.261.555      | Alexander Zverev                  | Roman Safiullin                   | 6:72, 7:65, 6:3          |
| 18.09.  | Chengdu Open Chengdu, Volksrepublik China ATP Tour 250 – Hartplatz 28E / 16D – $ 1.152.085 / $ 1.261.555      | Sadio Doumbia Fabien Reboul       | Francisco Cabral Rafael Matos     | 4:6, 7:5, [10:7]         |
| 18.09.  | Zhuhai Championships Zhuhai, Volksrepublik China ATP Tour 250 – Hartplatz 28E / 16D – $ 981.785 / $ 1.057.295 | Karen Chatschanow                 | Yoshihito Nishioka                | 7:62, 6:1                |
| 18.09.  | Zhuhai Championships Zhuhai, Volksrepublik China ATP Tour 250 – Hartplatz 28E / 16D – $ 981.785 / $ 1.057.295 | Jamie Murray Michael Venus        | Nathaniel Lammons Jackson Withrow | 6:4, 6:4                 |
| 18.09.  | Laver Cup Vancouver, Kanada Hartplatz (Halle) 2 Teams                                                         | Team Welt                         | Team Europa                       | 13:2                     |
| 25.09.  | China Open Peking, China ATP Tour 500 – Hartplatz 32E / 16D – $ 3.633.875 / $ 3.798.915                       | Jannik Sinner                     | Daniil Medwedew                   | 7:62, 7:62               |
| 25.09.  | China Open Peking, China ATP Tour 500 – Hartplatz 32E / 16D – $ 3.633.875 / $ 3.798.915                       | Ivan Dodig Austin Krajicek        | Wesley Koolhof Neal Skupski       | 6:712, 6:3, [10:5]       |
| 25.09.  | Astana Open Astana, Kasachstan ATP Tour 250 – Hartplatz (Halle) 28E / 16D – $ 1.017.850 / $ 1.093.360         | Adrian Mannarino                  | Sebastian Korda                   | 4:6, 6:3, 6:2            |
| 25.09.  | Astana Open Astana, Kasachstan ATP Tour 250 – Hartplatz (Halle) 28E / 16D – $ 1.017.850 / $ 1.093.360         | Nathaniel Lammons Jackson Withrow | Mate Pavić John Peers             | 7:64, 7:67               |

### Oktober
| Datum 1 | Turnier | Sieger                                   | Finalgegner                       | Ergebnis           |
| ------- | --- | ---------------------------------------- | --------------------------------- | ------------------ |
| 02.10.  | Rolex Shanghai Masters Shanghai, China ATP Tour Masters 1000 – Hartplatz 96E / 32D – $ 8.800.000 / $ 9.702.520              | Hubert Hurkacz                           | Andrei Rubljow                    | 6:3, 3:6, 7:68     |
| 02.10.  | Rolex Shanghai Masters Shanghai, China ATP Tour Masters 1000 – Hartplatz 96E / 32D – $ 8.800.000 / $ 9.702.520              | Marcel Granollers Horacio Zeballos       | Rohan Bopanna Matthew Ebden       | 5:7, 6:2, [10:7]   |
| 16.10.  | Kinoshita Group Japan Open Tennis Championships Tokio, Japan ATP Tour 500 – Hartplatz 32E / 16D – $ 1.857.660 / $ 2.022.700 | Ben Shelton                              | Aslan Karazew                     | 7:5, 6:1           |
| 16.10.  | Kinoshita Group Japan Open Tennis Championships Tokio, Japan ATP Tour 500 – Hartplatz 32E / 16D – $ 1.857.660 / $ 2.022.700 | Rinky Hijikata Max Purcell               | Jamie Murray Michael Venus        | 6:4, 6:1           |
| 16.10.  | European Open Antwerpen, Belgien ATP Tour 250 – Hartplatz (Halle) 28E / 16D – € 673.670 / € 750.950                         | Alexander Bublik                         | Arthur Fils                       | 6:4, 6:4           |
| 16.10.  | European Open Antwerpen, Belgien ATP Tour 250 – Hartplatz (Halle) 28E / 16D – € 673.670 / € 750.950                         | Petros Tsitsipas Stefanos Tsitsipas      | Ariel Behar Adam Pavlásek         | 6:75, 6:4, [10:8]  |
| 16.10.  | BNP Paribas Nordic Open Stockholm, Schweden ATP Tour 250 – Hartplatz (Halle) 28E / 16D – € 673.670 / € 750.950              | Gaël Monfils                             | Pawel Kotow                       | 4:6, 7:66, 6:3     |
| 16.10.  | BNP Paribas Nordic Open Stockholm, Schweden ATP Tour 250 – Hartplatz (Halle) 28E / 16D – € 673.670 / € 750.950              | Andrei Golubew Denys Moltschanow         | Yuki Bhambri Julian Cash          | 7:68, 6:2          |
| 23.10.  | Swiss Indoors Basel Basel, Schweiz ATP Tour 500 – Hartplatz (Halle) 32E / 16D – € 2.196.000 / € 2.345.955                   | Félix Auger-Aliassime                    | Hubert Hurkacz                    | 7:63, 7:65         |
| 23.10.  | Swiss Indoors Basel Basel, Schweiz ATP Tour 500 – Hartplatz (Halle) 32E / 16D – € 2.196.000 / € 2.345.955                   | Santiago González Édouard Roger-Vasselin | Hugo Nys Jan Zieliński            | 6:78, 7:63, [10:1] |
| 23.10.  | Erste Bank Open Wien, Österreich ATP Tour 500 – Hartplatz (Halle) 32E / 16D – € 2.409.835 / € 2.559.790                     | Jannik Sinner                            | Daniil Medwedew                   | 7:67, 4:6, 6:3     |
| 23.10.  | Erste Bank Open Wien, Österreich ATP Tour 500 – Hartplatz (Halle) 32E / 16D – € 2.409.835 / € 2.559.790                     | Rajeev Ram Joe Salisbury                 | Nathaniel Lammons Jackson Withrow | 6:4, 5:7, [12:10]  |
| 30.10.  | Rolex Paris Masters Paris, Frankreich ATP Tour Masters 1000 – Hartplatz (Halle) 56E / 24D – € 5.779.335 / € 6.748.815       | Novak Đoković                            | Grigor Dimitrow                   | 6:4, 6:3           |
| 30.10.  | Rolex Paris Masters Paris, Frankreich ATP Tour Masters 1000 – Hartplatz (Halle) 56E / 24D – € 5.779.335 / € 6.748.815       | Santiago González Édouard Roger-Vasselin | Rohan Bopanna Matthew Ebden       | 6:2, 5:7, [10:7]   |

### November
| Datum 1 | Turnier | Sieger                               | Finalgegner                        | Ergebnis                  |
| ------- | --- | ------------------------------------ | ---------------------------------- | ------------------------- |
| 06.11.  | Moselle Open Metz, Frankreich ATP Tour 250 – Hartplatz (Halle) 28E / 16D – € 562.815 / € 630.705            | Ugo Humbert                          | Alexander Schewtschenko            | 6:3, 6:3                  |
| 06.11.  | Moselle Open Metz, Frankreich ATP Tour 250 – Hartplatz (Halle) 28E / 16D – € 562.815 / € 630.705            | Hugo Nys Jan Zieliński               | Constantin Frantzen Hendrik Jebens | 6:4, 6:4                  |
| 06.11.  | Sofia Open Sofia, Bulgarien ATP Tour 250 – Hartplatz (Halle) 28E / 16D – € 562.815 / € 630.705              | Adrian Mannarino                     | Jack Draper                        | 7:66, 2:6, 6:3            |
| 06.11.  | Sofia Open Sofia, Bulgarien ATP Tour 250 – Hartplatz (Halle) 28E / 16D – € 562.815 / € 630.705              | Gonzalo Escobar Alexander Nedowessow | Julian Cash Nikola Mektić          | 6:3, 3:6, [13:11]         |
| 13.11.  | Nitto ATP Finals Turin, Italien ATP Finals – Hartplatz (Halle) 8E / 8D – $ 15.000.000                       | Novak Đoković                        | Jannik Sinner                      | 6:3, 6:3                  |
| 13.11.  | Nitto ATP Finals Turin, Italien ATP Finals – Hartplatz (Halle) 8E / 8D – $ 15.000.000                       | Rajeev Ram Joe Salisbury             | Marcel Granollers Horacio Zeballos | 6:3, 6:4                  |
| 20.11.  | Davis Cup – Finale                                                                                          | Davis Cup – Finale                   | Davis Cup – Finale                 | Davis Cup – Finale        |
| 26.11.  | Next Gen ATP Finals Dschidda, Saudi-Arabien Next Generation ATP Finals – Hartplatz (Halle) 8E – $ 2.000.000 | Hamad Međedović                      | Arthur Fils                        | 3:46, 4:1, 4:2, 3:49, 4:1 |

### Abgesagte Turniere
| 06.11. | Tel Aviv Watergen Open Tel Aviv, Israel ATP Tour 250 Hartplatz (Halle) | nach dem Terrorangriff der Hamas auf Israel aufgrund von Sicherheitsbedenken abgesagt |

## Rücktritte
Die folgenden Spieler beendeten 2023 ihre Tenniskarriere:
- Thomaz Bellucci – 20. Februar 2023[4]
- Feliciano López – 30. Juni 2023[5]
- Matthias Bachinger – 17. April 2023[6]
- Jérémy Chardy – 4. Juli 2023[7]
- Treat Huey – 1. August 2023[8]
- Mikael Ymer – 25. August 2023[9]
- John Isner – 31. August 2023[10]
- Jack Sock – 31. August 2023[11]
- Juan Sebastián Cabal – September 2023[12]
- Robert Farah – September 2023[12]
- Guido Pella – September 2023[13]
- Peter Gojowczyk – 4. November 2023[14]